# Naturpark Mecklenburgische Schweiz und Kummerower See
Naturpark Mecklenburgische Schweiz und Kummerower See ligger i den nordlige del af Mecklenburgischen Seenplatte i Landkreis Mecklenburgische Seenplatte og Landkreis Rostock i den tyske delstat Mecklenburg-Vorpommern mellem byerne Dargun, Demmin, Teterow, Malchin og Waren (Müritz). Naturparken blev oprettet i 1997, og har et areal på 673 km², hvoraf 19 procent er skovdækket, ca. 10 % er søer og vandløb, og resten kulturlandskab.
I naturparken er der tre store søer: Malchiner See, Kummerower See og Teterower See. Peene er den største flod i naturparken. Seværdigt i naturparken er de store søer, flodlandskaberne, de århundreder gamle egetræer, slotte, godser og deres landlige parkanlæg. Naturparken er kendt som rasteområde for andefugle. Naturparken nås via motorvejen A 19, eller via A 20. Parkens administration ligger i byen Basedow.

## Naturschutzgebiete i Naturparken
Der er ni Naturschutzgebiete, der helt eller delvist ligger i naturparken :
- Barschmoor (33 ha)
- Binsenbrink i Teterower See (74 ha)
- Gruber Forst (377 ha)
- Hellgrund (21 ha)
- Kalk-Zwischenmoor Wendischhagen
- Peenetal fra Salem til Jarmen (6.716 ha), omfatter de tidligere naturschutzgebiete Moorwiesen bei Neukalen og Devener Holz
- Stauchmoräne nördlich Remplin (146 ha)
- Teterower Heidberge (198 ha)
- Wüste und Glase (188 ha)

## Eksterne kilder og henvisninger
- Wikimedia Commons har flere filer relateret til Naturpark Mecklenburgische Schweiz und Kummerower See

- Wikimedia Commons har flere filer relateret til Naturpark Mecklenburgische Schweiz und Kummerower See
- Verordnung zur Festsetzung des Naturparks "Mecklenburgische Schweiz und Kummerower See" vom 13. Februar 1997 (Webside ikke længere tilgængelig)
- Naturpark Mecklenburgische Schweiz und Kummerower See
- Frühgeschichtliche Zeugen im Naturpark (Informationen vom Förderverein) Arkiveret 30. april 2011 hos  Wayback Machine

53°46′00″N 12°44′00″Ø / 53.7667°N 12.7333°Ø